# 효경태황태후
효경태황태후 이씨(孝敬太皇太后 李氏, 생년 미상 ~ 만력 25년 3월 21일(1597년 5월 6일))는 중국 명나라 제13대 황제 신종 만력제(神宗 萬曆帝)의 후궁(後宮)이다.

## 생애
1590년 만력제(萬曆帝)의 후궁으로 간택되었고, 이후에 경비(敬妃)로 책봉되었다.
명 신종 만력제 주익균(明 神宗 萬曆帝 朱翊鈞)의 후궁으로 간택된 그녀는 간택 4년 후 만력 22년(1594년)에 주상윤(朱常潤)을 낳았으며 그로부터 3년 후 만력 25년(1597년)에 둘째 소생 주상영(朱常瀛)을 낳고 산후독 증세로 훙서(薨逝)하였다.

## 시호
사후 황귀비(皇貴妃)로 추존되어, 공순영장단정황귀비(恭順榮莊端靜皇貴妃)로 추시되었고, 남명 영력제(永曆帝)가 등극하자 효경공순영장서정경천광성태황태후(孝敬恭順榮莊瑞靖敬天光聖太皇太后)로 추존되었다.